# Roman Gonzalez
Román Alberto González Luna, bekannt als Roman Gonzalez (* 17. Juni 1987 in Managua, Nicaragua) ist ein nicaraguanischer Profiboxer und ehemaliger Weltmeister der WBA im Minimum- und Halbfliegengewicht, sowie ehemaliger Weltmeister der WBC im Fliegen- und Superfliegengewicht. Nach dem Rücktritt von Floyd Mayweather Jr. im September 2015, wurde er vom Ring Magazine zum besten Boxer ungeachtet der Gewichtsklassen ernannt. Von Februar 2020 bis März 2021 war er WBA-Weltmeister im Superfliegengewicht.

## Amateurkarriere
Roman Gonzalez gewann als Amateur jeden seiner 88 Kämpfe und wurde Goldmedaillengewinner der Zentralamerikanischen Meisterschaften 2004 in Costa Rica.

## Profikarriere
Als Profi war er zwischen 2005 und 2017 in 46 Kämpfen ungeschlagen. Im September 2008 gewann er den WBA-Titel im Minimumgewicht (Strohgewicht) gegen Yutaka Niida und verteidigte ihn dreimal. Im Oktober 2010 besiegte er Francisco Rosas beim Kampf um den interimen WBA-Titel im Halbfliegengewicht und wurde im Februar 2011 zum vollen Weltmeister ernannt. Er verteidigte den Titel fünfmal und wurde im September 2012 zum Superweltmeister aufgewertet.
Im September 2014 schlug er Akira Yaegashi und wurde dadurch WBC-Titelträger im Fliegengewicht. Nach vier Titelverteidigungen sicherte er sich im September 2016 den WBC-Titel im Superfliegengewicht gegen Carlos Cuadras. In seiner ersten Titelverteidigung verlor er im März 2017 völlig überraschend nach Punkten gegen Srisaket Sor Rungvisai, worauf es im September 2017 zu einem Rückkampf kam. Diesen verlor Gonzalez durch Knockout in der vierten Runde.
Am 29. Februar 2020 besiegte er den bis dahin ungeschlagenen Khalid Yafai und gewann damit dessen WBA-Weltmeistertitel im Superfliegengewicht. Im Oktober 2020 wurde er durch einen Sieg gegen Israel González zum Superweltmeister der WBA aufgewertet.
Am 13. März 2021 verlor er in einer Titelvereinigung gegen den WBC-Weltmeister Juan Estrada durch Split Decision nach Punkten und verlor auch den Rückkampf im Dezember 2022 durch Mehrheitsentscheidung.